# Emad (misil)

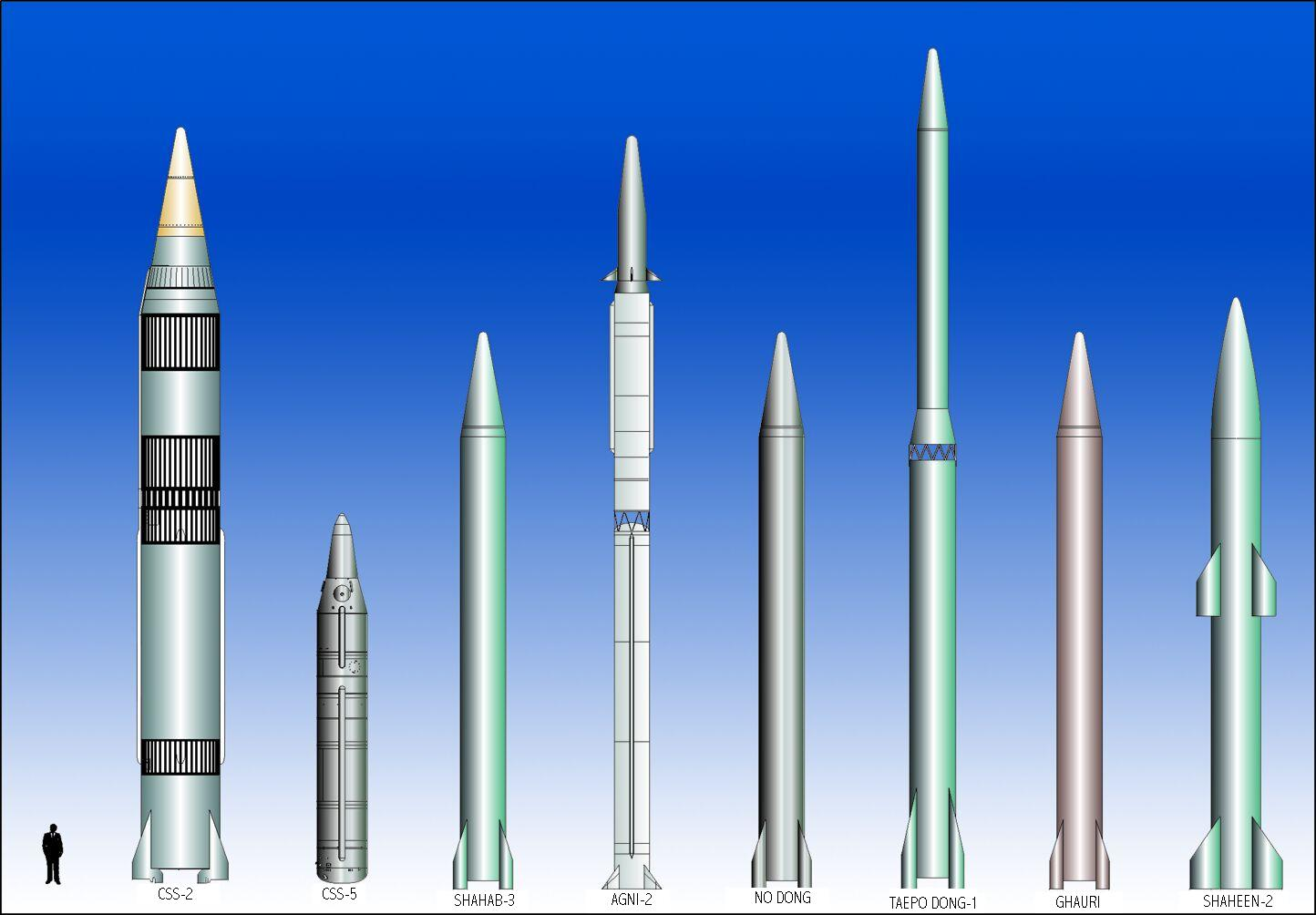
El Emad es un tipo de misil balístico de alcance intermedio como los que se pueden ver en la fotografía.

Emad (en persa: عماد‎) es una nueva generación de misiles balísticos tierra-tierra de la República Islámica de Irán, tendría un rango de 1.700 kilómetros (1.060 millas), 500 metros de exactitud y unos 750 kg (1,653 libras) de carga útil.
El Ministerio de Defensa de Irán ha probado con éxito el misil balístico de largo alcance “Emad”, de fabricación nacional. 
Según Dehqan, este nuevo logro del país persa se categoriza en el marco de la estrategia iraní para desarrollar y completar el poder misilístico de sus Fuerzas Armadas y el poder disuasivo de la República Islámica.
El Ministerio de Defensa de la República Islámica, el ministro señaló que el nuevo misil, diseñado y fabricado íntegramente por expertos de la Organización de Industrias Aeroespaciales iraní, será en breve producido de forma masiva y entregado a las Fuerzas Armadas para "mejorar sus capacidades" y "fortalecer su capacidad disuasoria" con un arma de "gran precisión".
probó con éxito un nuevo misil balístico de largo alcance denominado "Emad" (Respaldo) con sistema de guía y control de vuelo durante todo su recorrido, informó hoy el ministro de Defensa del país asiático, Hoseín Dehgan.